# Désiré Bastin
Pour les articles homonymes, voir Bastin.
Désiré Dis Bastin est un footballeur belge, né le 4 mars 1900 à Anvers (Belgique) et mort le 18 avril 1971.
Il a été attaquant au Royal Antwerp FC et été international et champion olympique en 1920. Il a joué à 35 reprises avec les Diables Rouges, jusqu'en 1932, participant également au tournoi olympique en 1924.

## Palmarès
- International de 1920 à 1932 (35 sélections et 7 buts marqués)
- Champion olympique en 1920 (2 matchs)
- Participation aux Jeux olympiques en 1924 (1 match)
- Champion de Belgique en 1929 et 1931 avec le Royal Antwerp FC